# Инцидент с ако
Инцидент с ако́ (яп. 阿衡事件 ако: дзикэн) — политический инцидент вокруг должности ако в Японии в 887—888 годах, во время интронизации императора Уда, который был связан с Фудзиварой Мотоцунэ.

## Краткие сведения
В ноябре 887 года император Уда, который сменил предшественника императора Коко, издал перед своим восхождением на трон монарший указ о назначении Фудзивары-но Мотоцунэ на должность императорского советника кампаку. По обычаю, Мотоцунэ перед её принятием временно подал в отставку. Во время подготовки указа старший монарший помощник Татибана Хироми вписал в него фразу:

Повелеваю назначить министром на место советника-ако
Оригинальный текст (яп.)宜しく阿衡の任をもって卿の任とせよ

Ако (яп. 阿衡) было китайским синонимом японской должности кампаку, на которую в древнем Китае династии Шан начался легендарный министр И-инь. Однако учёный Фудзивара-но Сукэё доложил Мотоцунэ, что ако — это не должность, а почётный титул, который не влечёт за собой никаких государственных привилегий и обязанностей. Это вызвало большой политический скандал. Мотоцунэ обиделся и забросил свои служебные дела на полгода. Административная машина Японии застопорилась. Как выражение своего гнева, Мотоцунэ выпустил всех своих лошадей из конюшен в столицу.
Император Уда попытался объяснить Мотоцунэ свою позицию, но конфликт разрешить не удалось. В апреле 884 года монарх отдал распоряжение знатокам текстов во главе с левым министром Минамото Тоору исследовать, является ли ако должностью или нет. Однако знатоки боялись влияния Мотоцунэ и поддержали ошибочную позицию учёного Фудзивары-но Сукэё. Этому тщетно протестовал Татибана Хироми. В июне того же года он был уволен с должности, а указ, написанный им — отменён.
Мотоцунэ требовал от императора наказать виновника инцидента ссылкой, но благодаря вмешательству Сугавары Митидзанэ наказание было отложено. Проблему уладили новым монаршим указом, без разночтений в тексте, который назначал Мотоцунэ на должность кампаку.
Историки оценивают этот инцидент как попытку Фудзивары-но Мотоцунэ засвидетельствовать своё могущество перед молодым новым императором Уда, который слишком активно, с точки зрения Мотоцунэ, стал вмешиваться в политику. Решение вопроса в пользу рода Фудзивара способствовало укреплению его позиций в Японии.